# SpVgg Deichsel Hindenburg
Der SpVgg Deichsel Hindenburg war ein deutscher Sportverein im oberschlesischen Hindenburg, das heute als Zabrze zu Polen gehört.

## Geschichte
1909 wurde bei der Firma „Drahtseilwerke Adolf Deichsel A. G.“ in Klein-Zabrze, einem Ortsteil der seit 1905 bestehenden Landgemeinde Zabrze, ein Werksportverein, der erste dieser Art in ganz Schlesien, gegründet. In diesem als TV Deichsel Zabrze firmierenden Club wurde anfangs nur geturnt, nach und nach gesellten sich Leichtathletik und Schwimmen sowie die Mannschaftsspiele Faustball, Schlagball und Schleuderball, außerdem für die Frauen das Tambourinspiel hinzu. Als am 21. Februar 1915 die Landgemeinde Zabrze zu Ehren des Generalfeldmarschalls Paul von Hindenburg in „Hindenburg O.S.“ (O.S. = Oberschlesien) umbenannt wurde, wechselte auch der Verein seinen Namen in „TV Deichsel Hindenburg“.
1919 erhielt der TV Deichsel eine Fußballabteilung, die anfangs auf einem Sportplatz an der Solgerstraße trainierte und spielte. Die in gelben Hemden mit einem großen schwarzen „D“ auf der Brust und schwarzen Hosen antretenden Fußballer spalteten sich 1923 im Zuge der „reinlichen Scheidung“ vom Hauptverein ab und machten sich als „Sportvereinigung (SpVgg) Deichsel 1919 Hindenburg“ selbstständig, allerdings blieb – wie auch schon aus dem Namen ersichtlich ist – die enge Verbindung zu den Drahtseilwerken erhalten. Generaldirektor Erwin Deichsel, der zeitweise auch den Vorsitz bei den Werkssportlern übernahm, ließ dem Verein einen neuen Sportplatz nebst zwei Tennisplätzen auf dem Werksgelände an der Bitterstraße bauen, der nach und nach erweitert wurde. 1941 fasste der „Deichsel-Sportplatz“ 8.000 Zuschauer.
Die Fußballer der Sportvereinigung Deichsel rückten schnell in die oberschlesische Spitze vor, ohne jedoch an die führenden Teams von Beuthener SuSV 09, Vorwärts-Rasensport Gleiwitz und den späteren Lokalrivalen Preußen Zaborze (nach 1933 Preußen Hindenburg) heranreichen zu können. Vor allem die gute Jugendarbeit machte den Werksverein bekannt und versorgte die erste Mannschaft immer wieder mit gutem Nachwuchs.  In der Zeit nach 1930 stellte die 1. und 2. A-Jugend-Mannschaft meistens den Hindenburger Fußballmeister dieser Klassen, in der Spielzeit 1933/34 gelang sogar die Oberschlesische Meisterschaft. 
In der Saison 1933/34 gelang der Aufstieg in die Gauliga Schlesien, eine der damals sechzehn höchsten deutschen Spielklassen. Die Liga wurde allerdings nur zwei Spielzeiten gehalten, bereits 1936 stieg der SpVgg Deichsel gemeinsam mit dem VfB Breslau wieder ab. In der Folgezeit gelang dem Club keine Rückkehr in die schlesische Gauliga mehr.
1937 wurde der SpVgg Deichsel Hindenburg mit dem TV Deichsel zum TuS Hindenburg 09 zusammengeschlossen, der wiederum 1945 erlosch.
Neben dem Fußball bot der Werksportverein eine ganze Palette weiterer Sportarten an. Besonders erfolgreich waren die Leichtathleten und die Handballer. Aber auch Turnen, Schwimmen und Tennis konnten im Schatten der Drahtseilwerke betrieben werden.